# Rojstna hiša Rudolfa Maistra
Rojstna hiša Rudolfa Maistra je hiša na Šutni v Kamniku, v kateri se je 29. marca 1874 rodil Rudolf Maister, slovenski pesnik, general in borec za severno mejo. V Kamniku je preživel le nekaj let svojega otroštva. Predvsem zaradi njegovih vojaških zaslug mu je Občina Kamnik podelila naziv častnega občana.
Prenovljena baročno-klasicistična nadstropna hiša s konca 19. stoletja ima starejšo arhitekturno zasnovo in portal. Hiša je danes preurejena v muzej.